# Fernando Morientes
Fernando Morientes Sánchez (* 5. dubna 1976, Cilleros, Cáceres) je bývalý španělský fotbalový útočník, který podstatnou část své kariéry strávil v Realu Madrid, se kterým vyhrál třikrát Ligu mistrů a dvakrát španělskou Primera División. V roce 2015 si nazul kopačky opět a hrál za klub Deportivo Santa Ana, který hrál v 5. španělské lize. V červenci 2015 ukončil kariéru.

## Klubová kariéra
Profesionální kariéru začal ve věku 17 let za klub Albacete Balompié v 1993. Zde odehrál dvě sezóny, přičemž vstřelil 5 gólů v 22 zápasech. Morientes přestoupil do Realu Zaragoza v roce 1995, kde odehrál dvě sezóny. Zde hrával i střílel góly pravidelně – 30 gólů v 66 zápasech.
Jeho výkony za Zaragozu přilákaly vedení bohatého klubu Real Madrid. V létě 1997 přestoupil do tohoto klubu za přibližně 6,6 milionu eur. Zde tvořil úspěšnou útočnou dvojici s Raúlem Gonzálezem. Ve své první sezóně vstřelil 12 branek v 33 zápasech. Také v této sezóně triumfoval Real v Lize mistrů.
Na začátku sezóny 2003-04 proběhlo několik jednání s německým klubem FC Schalke 04, ale neúspěšně, Morientes nakonec odešel na hostování do francouzského klubu AS Monaco. Zde se Morientesovi dařilo, v lize vstřelil v 28 zápasech 10 gólů a zazářil hlavně v Lize mistrů. AS Monaco se překvapivě setkalo ve finále s FC Portem, kterému ale podlehlo. Morientes se s 9 brankami stal nejlepším střelcem soutěže a ironicky jeho gól rozhodl o postupu Monaca přes Real Madrid v čtvrtfinále.
Po návratu do Realu byly jeho možnosti na návrat do základní sestavy omezené příchodem Michaela Owena. V lednu 2005 za 6,3 milionů liber přestoupil do anglického klubu Liverpool FC. Během působení v Realu dokázal Morientes vstřelit 72 gólů v 128 zápasech.
Za Liverpool debutoval proti rivalům z Manchesteru United a první gól vstřelil 1. února 2005 proti Charltonu Athletic. Liverpool v této sezóně triumfoval v Lize mistrů, ale Morientes nehrál ve finálovém zápase proti AC Milánu.
I když měl Morientes při příchodu do Liverpoolu výbornou reputaci, nedařilo se mu tak, v sezóně 2004-05 vstřelil jen 3 góly.
V červenci 2006 přestoupil do španělského klubu Valencia CF za přibližně 3 miliony liber.
V roce 2009 přestoupil do francouzského klubu Olympique de Marseille kde v roce 2010 ukončil hráčskou kariéru.
V lednu 2015 ve 38 letech obnovil svojí hráčskou kariéru a začal hrát za klub Deportivo Santa Ana. Ve stejném klubu také hraje jeho syn. V červenci 2015 svoji kariéru ukončil.

## Trofeje

### Týmové
Real Madrid
- Liga mistrů UEFA (3× vítěz): 1997/98, 1999/00, 2001/02
- Interkontinentální pohár (2× vítěz): 1998, 2002
- Superpohár UEFA : 2002
- La Liga (2× vítěz): 2000/01, 2002/03
- Supercopa de España (3× vítěz): 1997, 2001, 2003

Liverpool
- FA Cup : 2005/06
- Superpohár UEFA : 2005

Valencia
- Copa del Rey : 2007/08

Marseille
- Ligue 1 : 2009/10
- Coupe de la Ligue : 2009/10

### Individuální
- UEFA útočník roku: 2004
- Liga mistrů – nejlepší střelec: 2004